# Мадисън (окръг, Алабама)
Вижте пояснителната страница за други значения на Мадисън.
Окръг Мадисън (на английски: Madison County) е окръг в щата Алабама, Съединени американски щати. Площта му е 2106 km², а населението - 388 153 души (1 април 2020). Административен център е град Хънтсвил.
Окръг Медисън е кръстен в чест на Джеймс Медисън, четвъртият президент на Съединените американски щати. Според преброяването през 2010 г., населението е 334811. Медисън обхваща части от бившия окръг Декатур.

## История
Окръг Медисън е създаден на 13 декември 1808 г. от управителя на територията на Мисисипи. Тя е призната като „родното място“ на Алабама, която е основана на 14 декември 1819 г. През по-голямата част от историята на страната, икономиката се върти главно около селското стопанство. Медисън е един от най-големите производители на памук в щата.
Това се променя, когато група от немски ракетни инженери, водена от Вернер фон Браун, отиват в Редстоун Арсенал през 1950 година. Те развиват, наред с другото, ракетата Редстоун, която е изменена за излитане на първите двама американци в космоса. Десетки хиляди работни места с открити в района, в резултат на космическата надпревара, а населението на Медисън е нараснало от 72 903 през 1950 г. до 298 192 през 2005.

## География
Според Бюрото за преброяване на населението на САЩ, окръгът е с обща площ от 2110 km2, от които 2080 km2 е земя и 28 km2 – вода. 
Топографията в южните и източните части на областта е доминирана от разчленените остатъци на платото Къмбърланд, планините Кил, Монте Сано и Грийн маунтин.